# Kostel svatého Jana Křtitele a svatého Jana Evangelisty (Brno-Bystrc)
Římskokatolický farní Kostel svatého Jana Křtitele a svatého Jana Evangelisty, též zvaný kostel svatých Janů, se nachází v brněnské městské části Brno-Bystrc v jejím historickém středu na náměstí 28. dubna. Je chráněn jako kulturní památka České republiky.

## Historie
Kostel byl pravděpodobně založen již v první polovině 13. století, část z něj se pak dochovala v podobě části západní obvodové zdi hlavní lodi, první písemná zmínka pochází až z roku 1531. V roce 1592 pak byl zavěšen zvon odlitý zvonařem Matyášem z Velkého Meziříčí, pro který byla vystavěna věž. V 19. století byl přestavěn, nejprve rozšířením lodě kostela 1843, následované přestavbou věže (dokončena 1862), aby pak byl znovu v roce 1897 naposledy upraven do dnešní podoby.
V průběhu první světové války byly roku 1917 sneseny zvony (z roku 1531 a 1710) a spolu s píšťalami varhan roztaveny na materiál pro válečné potřeby. V roce 1923 pak byly zvony nahrazeny ocelovými a pořízeny nové varhany.
Ve druhé polovině 20. století byly prováděny opravy na fasádě i dalších částech kostela a byly zrekonstruovány varhany. V letech 1960-1961 byla realizována fresková výmalba stropu od Ludvíka Kolka.

### Program záchrany architektonického dědictví
V rámci Programu záchrany architektonického dědictví bylo v letech 1995-2014 na opravu kostela čerpáno 3 000 000 Kč.
| rok    | 1997  | 1998 |
| ------ | ----- | ---- |
| částka | 2 100 | 900  |

## Popis
Jde o původně pozdně románskou stavbu upravovanou v baroku a zejména v romantismu. Jednolodní stavba má odsazené čtyřboké kněžiště ukončené apsidou. Věž nad vstupem je zakončena jehlancovou střechou.

## Betlém
V době vánoční je v přední části kostela vlevo vystaven betlém. Tvoří ho dřevěné vyřezávané figury veliké asi 30 centimetrů z poloviny 60. let 20. století, autor je neznámý. Betlém je přístupný kromě vánočních bohoslužeb vždy 25. prosince a 1. ledna odpoledne od 14 hodin do 17.30 hodin.